# Dhranang
Dhranang, även känd som Zhanang är ett härad (dzong) som lyder under Lhoka i Tibet-regionen i sydvästra Kina.